# Hongdu (köpinghuvudort i Kina, Guizhou Sheng, lat 28,96, long 108,31)
Hongdu (kinesiska: 洪渡, 洪渡镇) är en köpinghuvudort i Kina. Den ligger i provinsen Guizhou, i den sydvästra delen av landet, omkring 310 kilometer nordost om provinshuvudstaden Guiyang. Antalet invånare är 7 871. Befolkningen består av 3 906 kvinnor och 3 965 män. Barn under 15 år utgör 31 %, vuxna 15-64 år 60 %, och äldre över 65 år 8,0 %.